# Winter Is Coming (2024)
Winter Is Coming 2024 será un especial de televisión que se transmitirá en vivo el 11 de diciembre de 2024 por el canal televisivo estadounidense TBS como especiales de los programas de televisión semanales Dynamite y Rampage el 11 de diciembre de 2023, desde el T-Mobile Center en Kansas City, Misuri y Collision el 14 de diciembre de 2023 desde el Chaifetz Arena en San Luis, Misuri.

## Producción
AEW Winter Is Coming es un especial de televisión anual realizado en diciembre por All Elite Wrestling (AEW) desde 2020, y se transmite como un episodio especial del programa insignia de AEW, Dynamite. El título del episodio «Winter Is Coming» se deriva de Game of Thrones, una serie de televisión de HBO, que forma parte de Warner Bros. Discovery, que también incluye socios de transmisión de AEW TBS y TNT.

## Resultados

#### Dynamite 11 de diciembre
- Death Riders (Jon Moxley & PAC) (con Marina Shafir & Wheeler Yuta) derrotaron a Jay White & Orange Cassidy por descalificación.
  - La lucha terminó después de que «Hangman» Adam Page atacara a Moxley.
  - Después de la lucha, Cassidy, Page y White se atacaron mutuamente.
  - Después de la lucha, Death Riders atacaron a Cassidy, Page y White.
- Will Ospreay derrotó a Claudio Castagnoli por el AEW Continental Classic: Gold League.
  - Ospreay cubrió a Castagnoli después de revertir un «Neutralizer» en un «Roll-Up».
  - Después de la lucha, Castagnoli atacó a Ospreay, pero fue detenido por Darby Allin.
- Adam Cole derrotó a Kyle O'Reilly y ganó una oportunidad por el AEW Dynamite Diamond Ring en Worlds End.
  - Cole cubrió a O'Reilly después de revertir un «Ankle Lock» en un «Roll-Up».
  - Durante la lucha, MJF distrajo a Cole.
  - Después de la lucha, Cole le ofreció la mano a O'Reilly en señal de respeto, pero este se la negó.
- Ricochet derrotó a Brody King por el AEW Continental Classic: Gold League.
  - Ricochet cubrió a King después de un «Hidden Blade».
- Mariah May derrotó a Mina Shirakawa y retuvo el Campeonato Mundial Femenino de AEW.
  - May cubrió a Shirakawa después de un «Storm Zero».
  - Después de la lucha, Toni Storm hizo su regreso y confrontó a May.

#### Rampage 13 de diciembre
- Matt Cardona derrotó a Bryan Keith.
  - Cardona cubrió a Keith después de un «Radio Silence».
- Toni Storm derrotó a Harley Cameron.
  - Storm cubrió a Cameron después de un «Storm Zero».
- Deonna Purrazzo derrotó a Shazza McKenzie.
  - Purrazzo forzó a McKenzie a rendirse con un «Fujiwara Armbar».
- Powerhouse Hobbs & Mark Davis derrotaron a Don Callis Family (Konosuke Takeshita & Lance Archer).
  - Hobbs cubrió a Archer después de un «Super Bomb».
  - Después de la lucha, Takeshita intentó atacar a Hobbs, pero este le aplicó otro «Super Bomb».

#### Collision 14 de diciembre
- Willow Nightingale derrotó a Jamie Hayter y clasificó a la Copa Internacional Femenina en Wrestle Dynasty.
  - Nightingale cubrió a Hayter después de un «Doctor Bomb».
  - Después de la lucha, Julia Hart hizo su regreso y atacó a Hayter.
- Kazuchika Okada derrotó a The Beast Mortos por el AEW Continental Classic: Blue League.
  - Okada cubrió a Mortos después de un «Rainmaker».
- Toni Storm derrotó a Shazza McKenzie.
  - Storm cubrió a McKenzie después de un «Storm Zero».
- Action Andretti & Lio Rush derrotaron a Top Flight (Dante Martin & Darius Martin) (con Leila Grey) y ganaron una oportunidad por el Campeonato Mundial en Parejas de AEW.
  - Andretti cubrió a Darius después de un «Final Hour» de Rush seguido de un «450 Splash».
- Kris Statlander derrotó a Tootie Lynn.
  - Statlander cubrió a Lynn después de un «Staturday Night Fever».
- The Outrunners (Truth Magnum & Turbo Floyd), Orange Cassidy, Daniel Garcia & Komander (con Alex Abrahantes) derrotaron a MxM Collection (Mansoor & Mason Madden) & The Varsity Athletes (Ari Daivari, Josh Woods & Tony Nese) (con Mark Sterling).
  - Cassidy cubrió a Woods después de un «Orange Punch».
  - Durante la lucha, Sterling interfirió a favor de MxM Collection y The Varsity Athletes.
- Mark Briscoe derrotó a Kyle Fletcher por el AEW Continental Classic: Blue League.
  - Briscoe cubrió a Fletcher después de un «Jay Driller».